# Antonio Karmany
Antonio Karmany Mestres (San Juan, Islas Baleares, 21 de enero de 1934)  es un ciclista español, profesional entre los años 1956 y 1966, durante los cuales logró 51 victorias.
Su terreno preferido era el de la montaña, como atestiguan sus tres títulos consecutivos de la clasificación de la montaña en la Vuelta ciclista a España en los años 1960, 1961 y 1962, además de ser segundo en 1963 y tercero en 1959. Su mejor clasificación en la Vuelta fue la 4.ª posición lograda en 1960. Al año siguiente, sería 8.º.

## Palmarés
| 1957 - 1 etapa en la Vuelta a Levante 1958 - G.P. Primavera 1959 - 2 etapas de la Volta a Cataluña - 1 etapa de la Vuelta a España 1960 - 1 etapa y clasificación de la montaña de la Vuelta a España - 1 etapa en la Volta a Cataluña - Subida al Naranco 1961 - 1 etapa y clasificación de la montaña de la Vuelta a España - 1 etapa de la Volta a Cataluña - Gran Premio de la Bicicleta Eibarresa - Subida a Urkiola - 1 etapa de la Vuelta a Valencia | 1962 - Clasificación de la montaña de la Vuelta a España - Volta a Cataluña , más 1 etapa - 1 etapa en la Gran Premio de la Bicicleta Eibarresa 1963 - 1 etapa de la Volta a Cataluña - Subida al Naranco - 1 etapa del Gran Premio de la Bicicleta Eibarresa 1965 - 1 etapa de la Vuelta a Mallorca - 1 etapa de la Vuelta a Andalucía |

## Resultados en Grandes Vueltas
Durante su carrera deportiva consiguió los siguientes puestos en las Grandes Vueltas.
| Carrera         | 1956 | 1957 | 1958 | 1959 | 1960 | 1961 | 1962 | 1963 | 1964 | 1965 | 1966 |
| --------------- | ---- | ---- | ---- | ---- | ---- | ---- | ---- | ---- | ---- | ---- | ---- |
| Giro de Italia  | -    | -    | -    | -    | -    | -    | -    | -    | -    | -    | -    |
| Tour de Francia | -    | -    | -    | ̈-    | Ab.  | -    | -    | 54.º | -    | -    | -    |
| Vuelta a España | -    | Ab.  | Ab.  | 22.º | 4.º  | 8.º  | 21.º | 14.º | 15.º | Ab.  | -    |
| Mundial en Ruta | -    | -    | -    | -    | -    | -    | -    | -    | -    | -    | -    |

-: No participa

Ab.: Abandono